# Wirtschaft im Römischen Reich

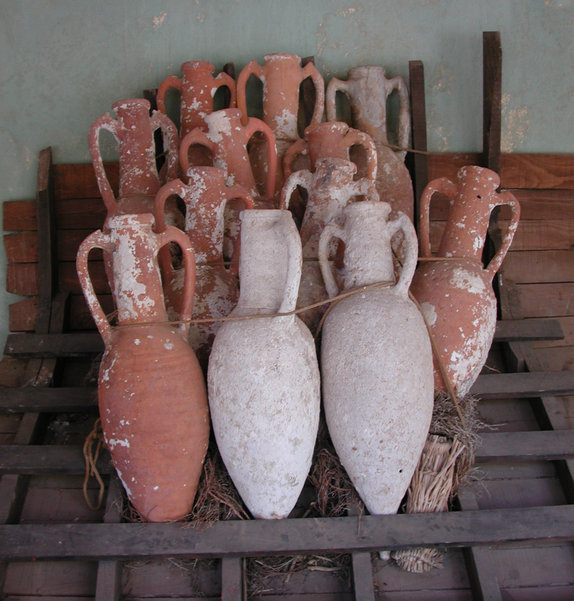
Amphoren aus Bodrum

Die Wirtschaft im Römischen Reich beruhte hauptsächlich auf Landwirtschaft und Handel, in geringen Teilen auch auf Handwerk und Dienstleistungen. Vor allem in der Landwirtschaft wurde im Römischen Reich sehr arbeitsintensiv und meist ohne nennenswerten Gebrauch von Hilfsmitteln oder Maschinen produziert, was sich über die Zeit seines Bestehens auch wenig änderte und die hohen Erträge zunehmend schmälerte. Daher kann das Römische Reich durchweg als eine vorindustrielle Agrargesellschaft bezeichnet werden, in der vor allem Getreide und die Versorgung der Bevölkerung mit diesem die zentrale Bedeutung einnahm. Gold, das in Form des Aureus als Tauschmittel und Währung im Reich verwendet wurde, stand im Wert nicht in Wechselbeziehung mit anderen Währungen wie heute, sondern mit Getreideernten und Getreidevorräten des Reiches. Deshalb war der spätestens im Jahr 7 v. Chr. von Augustus amtlich bestellte praefectus annonae der wichtigste Beamte zur Kontrolle der Inflation. Die Versorgung mit günstigem oder später auch kostenfreien Getreide, unter Verwendung von Bezugsmarken (tesserae frumentariae), war in der frühen Kaiserzeit eine antike Form der Sozialhilfe; deren Rechtsgrundlage die lex frumentaria.
Nach neueren Schätzungen arbeiteten während der Kaiserzeit 30 bis 40 Prozent aller Erwerbstätigen in der Landwirtschaft, die für das Reich neben dem wichtigsten Gut Getreide auch Güter wie Wein, Honig, Obst oder Olivenöl produzierten, die damals als gehobene oder als Luxusgüter galten. Eine wichtige Voraussetzung, die eine relativ stabile Wirtschaft ermöglichte, war Frieden (pax Romana) in vielen Gebieten des Reiches. Ohne die Ausbeutung von Sklaven, die in Kriegszeiten durch den Zustrom von Gefangenen auch erschwinglicher wurden und deren Entrechtung zur Kostensenkung beitrug, war die römische Wirtschaft, insbesondere die Landwirtschaft, nach dem Ende der Republik nicht mehr denkbar.

## Epochen im römischen Reich
Die Epochen des Römischen Reiches lassen sich vereinfachend in vier Phasen gliedern:

Aufstieg und Niedergang des Römischen Reiches. (Animation der Territorien der Jahre 510 v. Chr. bis 530 n. Chr.)

1. Römische Königszeit: 753 v. Chr. bis 509 v. Chr.
2. Römische Republik: 509 v. Chr. bis 27 v. Chr. (Untergang der Republik infolge der Bürgerkriege ab 133 v. Chr.)
3. Prinzipat bzw. Römische Kaiserzeit: 27 v. Chr. bis in die Zeit der Reichskrise des 3. Jahrhunderts (235 bis 284/285 die Zeit der Soldatenkaiser)
4. Spätantike: ab 284/285 bis ins 6./7. Jahrhundert.

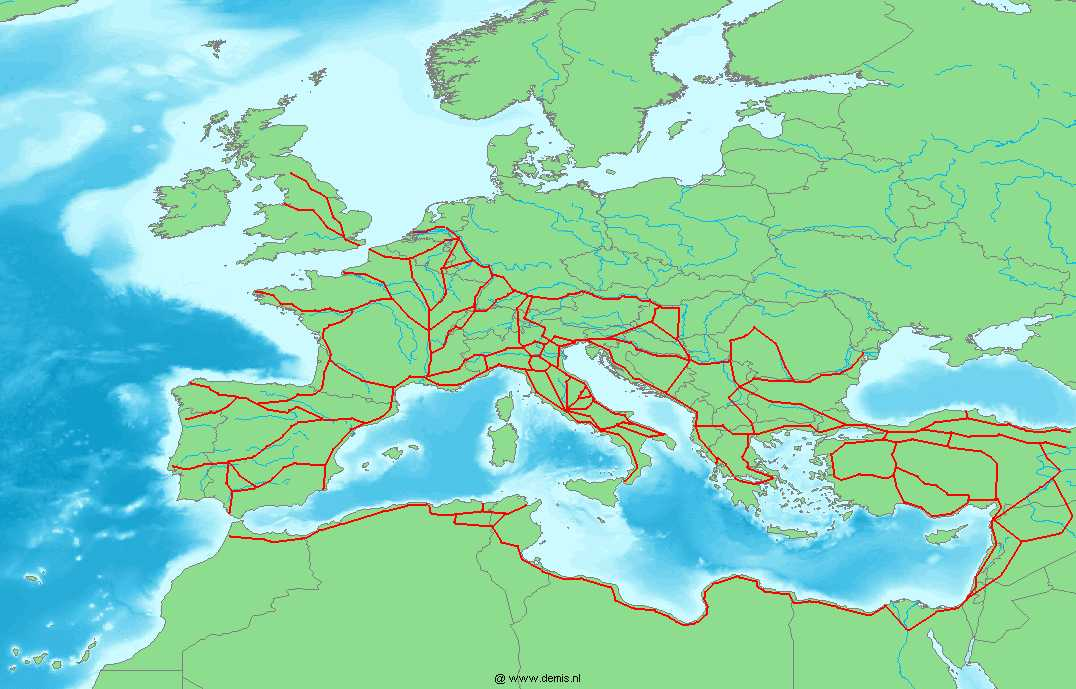
Das Straßennetz im Römischen Reich (siehe auch Liste der Römerstraßen) im Jahr 125 n. Chr. unter Kaiser Hadrian

## Landwirtschaft

### Bauern
Während es in der Frühzeit des Römischen Reiches eine Menge kleinerer Höfe gab, änderte dies sich besonders am Ende der Republik aber insbesondere nach dem Zweiten Punischen Krieg: Bei diesem Krieg kamen viele Bauern ums Leben, und die Überlebenden hatten oft nicht das Kapital, ihre lange brach gelegenen Felder wieder zu bewirtschaften. Viele verarmte Bauern zogen in die Städte und schlugen sich dort mit Gelegenheitsarbeiten durchs Leben.
Die leerstehenden Güter wurden von Großgrundbesitzern billig aufgekauft oder einfach besetzt. Diese großen Landgüter (Latifundien) wurden dann mit Hilfe von Sklaven bebaut. Der Einsatz von Sklaven bot für die Farmbesitzer große Vorteile: Sie waren billiger als Lohnarbeiter und wurden nicht in den Krieg eingezogen.
Im Jahre 133 v. Chr. versuchte Tiberius Gracchus mit verschiedenen Reformen den Großgrundbesitz einzuschränken: So war vorgesehen, dass niemand mehr als 500 Joch (etwa 250 Hektar) Land besitzen sollte, und die dadurch freigewordenen Landstücke sollten nach seinem Willen an Bauern in Parzellen à 30 Joch verpachtet werden.
Bei der Oberschicht der römischen Agrargesellschaft, dem Landadel, stießen die Vorschläge auf wenig Begeisterung und Tiberius Gracchus wurde noch im gleichen Jahr ermordet. Sein Bruder Gaius machte sich 123 v. Chr. durch den Vorschlag, erneut eine Reform des Landbesitzes anzustrengen, bei der Senatsfraktion der Optimaten ähnlich unbeliebt wie sein Bruder zuvor, und wurde ebenso 121 v. Chr. ermordet. Erst unter Augustus entspannte sich das Problem leicht, nachdem er durch eine kleinere Reform freie Bauern in neu eroberten Gebieten ansiedeln konnte.

### Wirtschaftsformen

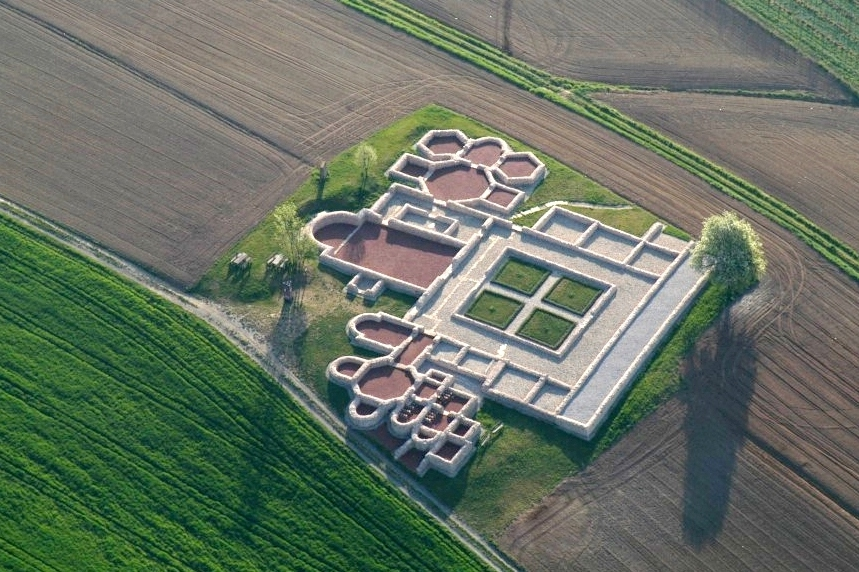
Grundmauern einer Villa rustica in Hartberg

Das meiste Land des Römischen Reiches wurde über Latifundien bewirtschaftet, bei denen von einem Landhaus (villa rustica) das umgebende Land bebaut wurde. Der Landbesitzer setzte meist einen conductor (Großpächter) oder actor (Geschäftsführer) ein, der selber ein Teil des Landes mit Sklaven und Wanderarbeitern bewirtschaftete und bei größeren Landflächen den Rest noch weiter an Kleinpächter (coloni) verpachtete. Diese waren meist verarmte Bauern, die auf Pachtland als Existenzgrundlage angewiesen waren. Sie zahlten ihre Pacht in Naturalien (meist ein festgelegter Prozentsatz ihrer Ernten) oder in Geld. Die Quote der Abgaben lag in der Villa Magna Variana in Zentraltunesien bei Getreide, Wein und Oliven bei einem Drittel der Ernten, bei Bohnen und anderen Hülsenfrüchten bei einem Fünftel, über die Quoten in anderen Latifundien ist nichts bekannt, sie werden sich aber in ähnlichen Dimensionen bewegt haben.
Das Verhältnis der actores zu den Kolonen unterschied sich stark: Einige kümmerten sich nicht sonderlich um ihre Güter, andere dagegen stellten den Kleinpächtern Geräte, Vieh und Sklaven zur Verfügung, um somit höhere Einnahmen zu erzielen. Die Pachtverträge liefen meist nur fünf Jahre, vielfach garantierten die Grundbesitzer den Pächtern eine etwas gesicherte Situation, einem Rat Columellas folgend:
„Am einträglichsten sei ein Gut, das alteingesessene Pächter habe“.
Im Falle der Villa Magna Variana mussten die Kolonen auf den Feldern des conductors für sechs Tage im Jahr Frondienst leisten. In den villae rusticae befanden sich die Geräte, wie etwa Ölpressen, Ställe und Nutzgärten. Oft wurde auch Obst, wie Äpfel, Pflaumen, Birnen, Kirschen, Pfirsiche und Schlehen angebaut und meist gab es auch einen Bienenstock zur Honig- und Wachsgewinnung.

### Produkte und Anbauweisen
Das am meisten angebaute Produkt im gesamten Römischen Reich war Getreide. Die Ernährung der meisten Römer war stark vegetabilisch, das heißt, die Hauptnahrungsmittel waren Getreide, Hülsenfrüchte, Öl und Gemüsepflanzen; Fleisch und andere tierische Produkte kamen selten auf den Tisch.

#### Getreide

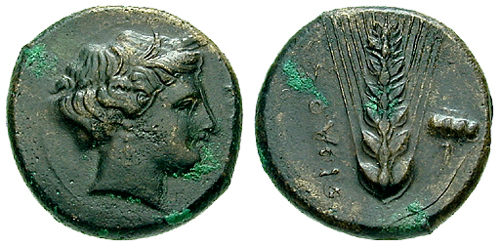
Obolus aus Lucania, Metapont mit Demeterkopf und Getreideähre um 370 v. Chr. (aus Bronze)

Saatweizen, der hauptsächlich zur Mehlherstellung diente, wurde nur dort angebaut, wo es die Böden und das Klima erlaubten (in Gallien und Oberitalien). In den trockeneren Gegenden wurde meist der ergiebigere und genügsame Emmer oder Hartweizen angebaut. In feuchtkalten Regionen wurde Dinkel bevorzugt; dieser brachte auch höhere Stroherträge. Oft wurde auch Gerste angebaut, die als Folgefrucht von Weizen die Bodenermüdung reduzierte.
Die Römer kannten verschiedene Pflugarten für verschieden schwere Böden. Wahrscheinlich wurden in vielen Gebieten Italiens die Erträge durch intensives und tieferes Pflügen langfristig gesteigert. Dabei folgte man anscheinend der Empfehlung Catos, der sorgfältiges Pflügen für eine Voraussetzung erfolgreicher Landwirtschaft hielt:
Was heißt den Acker gut zu bebauen: Gut pflügen, zweitens: Pflügen und drittens: Düngen!
Dünger in Form von Mist war in weiten Teilen des Mittelmeerraums allerdings Mangelware, da das Vieh über lange Strecken auf die Weideflächen getrieben wurde (Transhumanz) und es so in vielen Fällen keine größeren Viehherden in der Nähe der Höfe gab. Auch der Anbau von Stickstoff speichernden Pflanzen wie Hülsenfrüchtlern war aufgrund der oft geringen Niederschläge im Frühjahr und Sommer erschwert. Diese beiden Punkte führten dazu, dass die Böden meist alle zwei Jahre brach liegen mussten. Durch intensive Bewässerung (beispielsweise in Palästina) oder wie in Ägypten durch den Nilschlamm konnten aber die Brachzeiten in einigen Gebieten erheblich verkürzt werden, sodass etwa in Palästina innerhalb von sieben Jahren die Felder nur zwei Jahre lang brach lagen.
Die Erträge waren für die damalige Zeit sehr gut. Ähnliche Erfolge wurden erst im 18. Jahrhundert wieder erreicht. Das Verhältnis zwischen Einsaat und Ertragsmenge lag meist bei 3:8; in einigen Gebieten wie Etrurien erreichte man bis zu 15-fache Erträge. In Palästina war eine siebenfache Ernte normal und in Griechenland erreichte man meist einen 4,5 bis 7-fachen Ertrag.

#### Gartenanbau
In vielen Gebieten des Reiches wurde in der Nähe der Städte oder direkt bei den Wohnhäusern Gemüse in kleineren Gärten (horti) angebaut. Diese konnten meist sehr intensiv bewässert werden, da in den Städten und deren Umland die Wasserversorgung oft sehr gut war. In der Umgebung von Rom wurden auch oft die Wasserleitungen angebohrt, um illegal Wasser zu entwenden.
Plinius der Ältere nennt die Hortikultur den „Acker der Armen“, da sich das ärmere Volk Fleisch nur an seltenen Festtagen leisten konnte und so auf Hülsenfrüchte wie Bohnen, Erbsen, Kichererbsen usw. als Eiweißlieferanten angewiesen war. In den Gärten wurden außerdem verschiedene andere Gemüse wie Kohl, Lauch, Spargel und Salatpflanzen, Knollengemüse (Sellerie, Zwiebeln, Fenchel, Rettich) und Heil- und Gewürzpflanzen (Senf, Thymian, Minze, Kümmel, Kerbel, Bohnenkraut, Malve, Bilsenkraut und Arznei-Haarstrang) angebaut.
Die Fruchtfolge war meist so angelegt, dass der Garten ganzjährig bewirtschaftet werden konnte. In einigen Fällen wurden in den Gärten sogar Süß- und Salzwasserfische oder wilde und exotische Vögel gezüchtet (Fasanen, Pfauen, Hühner und Tauben).

#### Olivenanbau

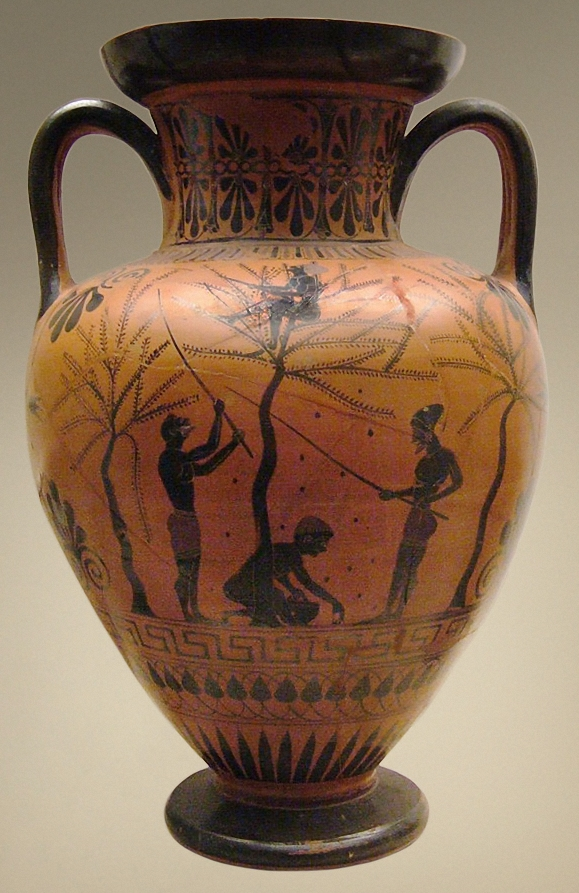
Griechische Vase mit Szene der Olivenernte

Oliven wurden hauptsächlich für die Herstellung von Speise- und Lampenöl und für Körperlotionen benutzt. In den Hauptanbauregionen Istrien, Apulien, Tripolitanien, Zentraltunesien und zwischen Córdoba und Sevilla waren die Pflanzungen anscheinend meist in der Hand von Großgrundbesitzern, da sich kleine Bauern die teuren Olivenbäume, Bewässerungssysteme und Geräte wie Ölpressen und Brennöfen für die Herstellung von Amphoren nicht leisten konnten. Cato nennt den Wein- und Olivenanbau als am profitabelsten, und neuere Berechnungen ergeben Gewinnmargen von sieben bis zehn Prozent.

#### Weinanbau
Die Hauptstandorte von Weinstöcken waren Italien, Spanien und Südfrankreich; aus Griechenland und Syrien kamen die qualitativ besseren Weine. Noch stärker als beim Olivenanbau benötigte man für die Weinproduktion teure Maschinen wie Kelteranlagen, Pressen und andere Geräte. Außerdem gab es eine lange Wartezeit zwischen der Pflanzung und der ersten Ernte. Sowohl Oliven- als auch Weinanbau wurden meist in Terrassenkulturen betrieben. Die Erträge waren nach Columella sehr gut; bei guten Böden und guter Pflege hielt er drei cullei (1750 l) pro iugerum für normal. Aufgrund der hohen Profitabilität verbreitete sich der Weinbau immer weiter, und im Jahr 90 n. Chr. sah sich Domitian gezwungen, ein Weinbauedikt zu erlassen, demzufolge in den Provinzen die Rebkulturen um die Hälfte zu reduzieren waren. Ab dem 2. Jahrhundert n. Chr. verbreitete sich auch an der Mosel und dem Rhein der Wein immer mehr; er wird auch heute noch dort angebaut.

#### Vieh- und Schweinezucht
Rinder wurden hauptsächlich als Zugtiere und Fleischlieferanten benutzt, ihre Milch verwendete man selten. Für die Milchproduktion dienten vor allem Ziegen und Schafe. Besonders wegen ihres Fleisches beliebt waren Schweine, die vor allem im Latium, in Kampanien und in der Poebene gezüchtet wurden. Die schlanken und behaarten Tiere wurden meist zur Mast in Eichelwälder getrieben. Dies, aber auch der Bedarf der römischen Schiffsbauer an Nutzholz für die römische Handels- und Kriegsflotte sowie die Ausdehnung landwirtschaftlicher Nutzflächen und urbaner Siedlungen sollte zu weitreichenden Problemen für den italienischen Wald führen. Weit verbreitet war auch Pökelfleisch aus Narbonensis und Gallien.

#### Sonstiges
Im Osten des Reiches (Ägypten und Syrien/Palästina) gab es große Kulturen von Datteln, Feigen und Zitrusfrüchten, deren Erträge in viele Gebiete des Reiches gehandelt wurden; die Oasen um Jericho und Damaskus waren bekannt für ihre Granatäpfel, Aprikosen, Mandeln, Datteln und ihren Wein.
Besonders in Südspanien wurde exportorientiert garum, eine Art Fischsauce, hergestellt.

## Bergbau
|        | Jahresproduktion | Bemerkung |
| Eisen  | 82.500 t         | Beruhend auf „zurückhaltender Schätzung“ der Eisenproduktion auf 1,5 kg pro Kopf bei angenommener Bevölkerungszahl von 55 Millionen                                      |
| Kupfer | 15.000 t         | Größter vorindustrieller Produzent |
| Blei   | 80.000 t         | Größter vorindustrieller Produzent |
| Silber | 11,200 t         | Spitzenbestand Mitte des 2. Jahrhunderts n. Chr. bei geschätzten 10.000 t, fünf bis zehnmal größer als Silbermenge in Europa und Kalifat um 800 n. Chr. zusammengenommen |
| Gold   | 11,119 t         | Produktion in Asturien, Gallaecia und Lusitania (alle iberische Halbinsel) alleine                                                                                       |

Holz und vor allem die nahezu doppelt so effiziente Holzkohle waren die am weitesten verbreiteten Brennstoffe für Verhüttungs- und Schmiedeaktivitäten sowie Heizzwecke. Zusätzlich wurde Kohle einigenorts in recht großem Umfang genutzt. So wurden im römischen Britannien bereits im späten 2. Jahrhundert n. Chr. alle großen Kohlevorkommen ausgebeutet. Kohlefunde entlang der englischen Nordseeküste weisen auf einen lebhaften Handel hin, der sich bis zum Rheinland erstreckte. Dort wurde Steinkohle für das Schmelzen von Eisenerz gefördert.

## Handel
Für den besonders unter Augustus und seinen Nachfolgern aufblühenden Handel gab es mehrere Gründe. Der relative Frieden an den Grenzen und im Inneren, eine weitgehende demographische Stabilität, die allen Bürgern gewährte Freizügigkeit und ein allgemein akzeptiertes und verbreitetes Währungssystem waren einige von ihnen. Wenn auch die Landwirtschaft die Grundlage der römischen Wirtschaft war, nahmen Handel und Handwerk doch ebenfalls eine wichtige Position ein.

### Händler

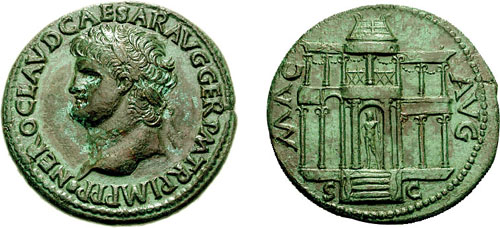
macellum in Rom, dupondius aus der Zeit Neros

Händler und Kaufleute gehörten keiner einheitlichen Schicht an: Es gab kleine Händler (meist mercatores genannt), die oft auch ihre Produkte selbst herstellten, wie beispielsweise den saponarius, der Seifen herstellte und verkaufte, oder den vascularius, einen Hersteller und Vertreiber von Metallgefäßen. Sie verkauften ihre Ware meist in kleinem Umfeld auf den Märkten der Städte oder Dörfer. Viele Dörfer besaßen die Genehmigung, mehrmals im Monat Märkte abzuhalten und teilweise auch für Jahrmärkte (πανηγύρεις). Auf den Märkten erhob man von den Händlern meistens eine Standgebühr und/oder eine Verkaufssteuer. Die Gebühren waren aber nicht allzu hoch, um den Handel nicht zu schwächen; in Oxyrhynchos etwa betrugen sie einen Obolus (Obol) pro Tag und Stand. Die Verkaufssteuer betrug ein Prozent, in einigen Gebieten auch nur ein halbes Prozent. Die Märkte fanden meist unter freiem Himmel statt, teilweise aber auch in überdachten Gebäuden – wie etwa der Trajansmarkt in Rom –, die oft von Reicheren errichtet wurden. So spendete in Madauros ein Q. Calpurnius Donatus einen Lebensmittelmarkt (macellum). Zu dieser Händlergruppe gehörte auch ein Aristomenes aus Aigion:
„Ihr sollt auch hören, mit welchem Gewerbe ich mich am Leben halte. mit Honig, Käse und derartigen Waren für Schenken ziehe ich hin und her durch Thessalien, Ätolien und Boiotien.“
Des Weiteren gab es auch Kaufleute (negotiatores), die große Mengen Waren interregional ankauften und auf Märkten oder Ladengeschäften verkauften. Dies geschah oft über Seewege, und die dazu benötigten Schiffe gehörten nur selten den Händlern selbst. Meistens mieteten mehrere Händler zusammen ein Schiff, um die Risiken zu minimieren. Diese Großhändler schlossen sich im Gegensatz zu den Kleinhändlern häufig in Berufsvereinen (collegia oder corpora) zusammen.

### Handel innerhalb des Römischen Reiches
Da auch im interregionalen Handel Lebensmittel wie Getreide, Öl, Wein, Fleisch oder Garum die am meisten transportierten Güter zur Versorgung der großen Städte waren, sind besonders die Amphorenbefunde nützlich. Von allen etwa in Augusta Raurica gefundenen Amphoren stammten 52 % von der iberischen Halbinsel (Öl, Wein, Garum), 38 % aus Gallien (Wein, Garum und Oliven), 3 % aus Italien (Öl, Wein, Garum) und 6 % aus dem östlichen Mittelmeerraum (Weine von den Ägäischen Inseln, Datteln und Feigen). Nützlich ist auch das Erschließen der Verbreitung einzelner Produkte anhand ihres Amphorentyps. Weine aus Kreta wurden beispielsweise nur in den Typen Knossos 1/AC 1 und Dressel 43/AC 2 gehandelt. Diese Amphoren sind hauptsächlich in Nordafrika, Italien, Gallien und vereinzelt auch in Griechenland gefunden worden.

#### Handelsbedingungen
Generell ist zu beachten, dass die Zollhoheit bei der Provinz lag und abzugrenzen war vom Bund. Die Zollgebiete orientierten sich an der Provinzaufteilung des Reiches, diese wurden wiederum in Stadtgebiete aufgegliedert. Somit ist es möglich, dass aneinanderlegende Provinzen und Städte unterschiedliche Zollgesetze hatten. Natürliche, geographische, sowie häufige Straßenbenutzung waren Einflussfaktoren für die Errichtung einer Zollstation. Die Zöllner hatten die Befugnis die Ware zu durchsuchen. Schmuggel wurde mit der Beschlagnahmung der nicht verzollten Ware bestraft. Plomben an der verzollten Ware verhinderte eine Doppelverzollung bei Transporten, die mehrere Zollprovinzen durchquerten.
Am Beispiel für die Provinz Lycia werden Regelungen für Importe/-Exporte Zölle aufgezeigt. Der Einfuhrzoll floss den Städten, die durch Pächter verwaltet wurden, zu. Allerdings wurde ein festgelegter Teil der Einnahmen an den Bundeshaushalt abgeführt. Die Einnahmen des Exportzolles hingegen gingen im vollen Umfang an den Bund. Kaiser Augustus befreite Italien zwar vom Zoll, weiterhin wurden aber bestimmte Waren in Rom mit einem Stadtzoll belegt. Ein Beispiel für den Importzoll liefern spanische und gallische Provinzen. Hier lag der Zoll bei 2,5 % des Warenwerts.
Unklar ist weiterhin, ob die Zölle ein Handelshemmnis waren. Höhere Staatsausgaben für Errichtung der Zollpunkte sowie der Personalkosten für die Durchsetzung des Zollgesetzes sind dahingegen unumstritten.

#### Handelswaren

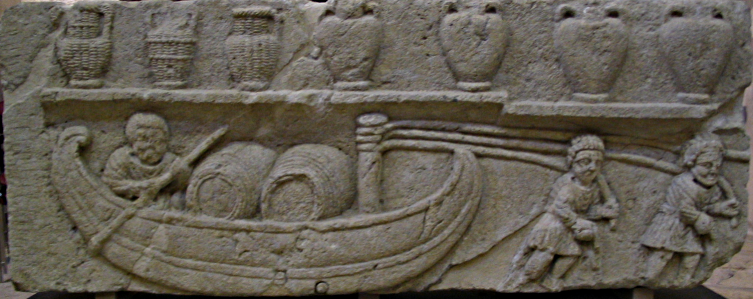
Transport von Wein auf der Durance

Über die Handelsaufkommen ist recht wenig bekannt, es sind aber einige Beispiele von Transporten dokumentiert. Jährlich wurden beispielsweise allein aus Alexandria 80.000 Tonnen Getreide per Schiff nach Rom gebracht. Die Handelsschiffe wurden meist von der Römischen Flotte begleitet, um sie vor Piraten zu schützen. Dies war mit ein Grund dafür, dass der Handel so verbreitet war. Das Getreide wurde dann in riesigen Lagerhallen (horrea) gelagert, wie in Ostia, wo mehrere bis zu 120 m × 80 m große Hallen gefunden wurden. In den Städten wurden die Waren meist in Markthallen, in Ladengeschäften oder auf der offenen Straße verkauft.
Außerdem ist bekannt, dass der Export italienischer Weine nach Gallien in der Kaiserzeit pro Jahr 120.000 hl (1 Hektoliter = 100 Liter) betrug.

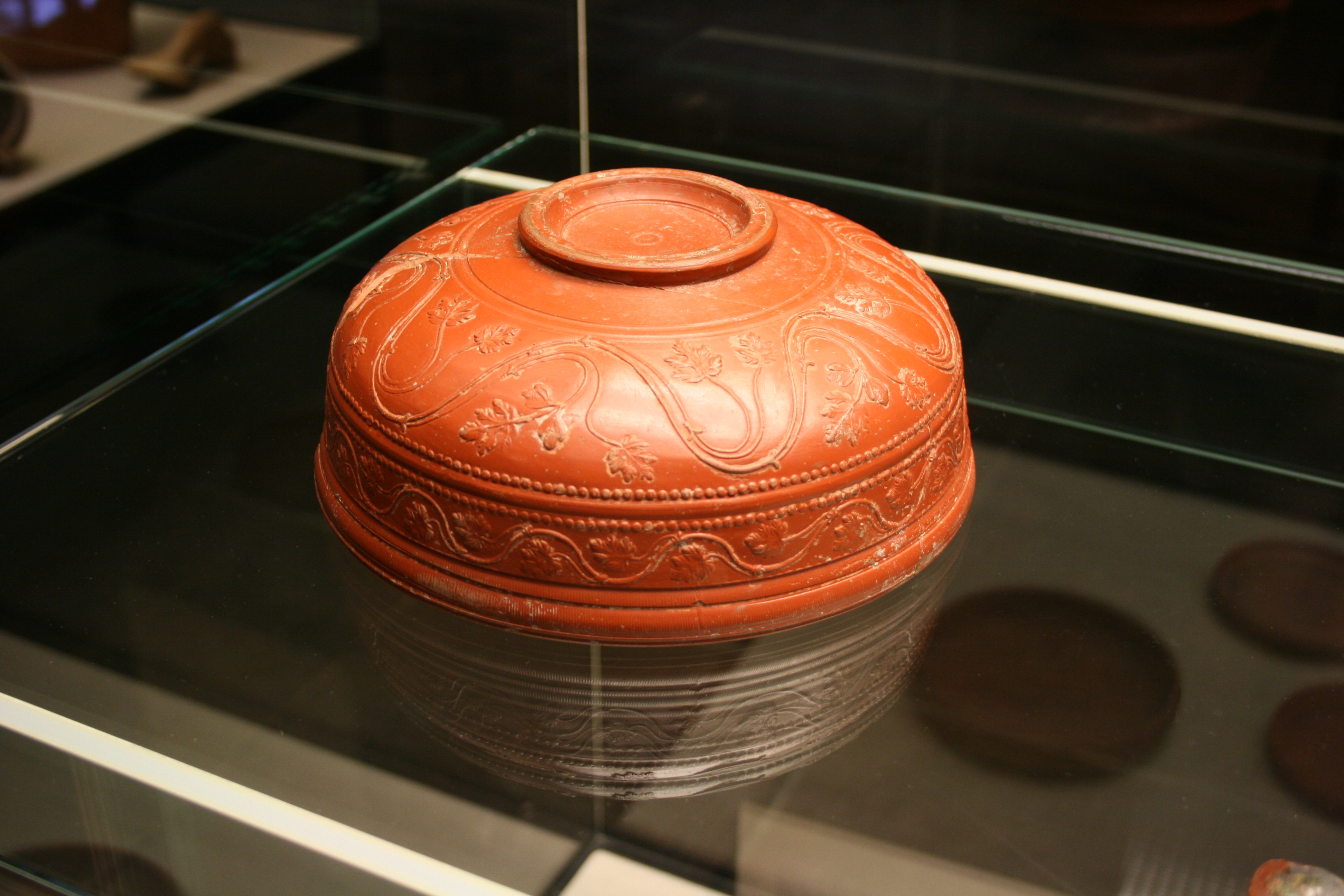
Terra-Sigillata-Schüssel

Weit verbreitet im ganzen Reich war auch Terra Sigillata als gehobenes Tafelgeschirr. Bis zum frühen 1. Jahrhundert n. Chr. stammte es vornehmlich aus Arezzo und anderen italischen Werkstätten. Ab dem 1. Jahrhundert n. Chr. wurde es zunächst von südgallischen, später von mittel- und ostgallischen Manufakturen hergestellt. Die großen Manufakturen von Rheinzabern (Tabernae) und am Pacelliufer in Trier (Augusta Treverorum) dominierten den Markt in den Nordwestprovinzen ab der Mitte des 2. Jahrhunderts und im 3. Jahrhundert n. Chr. Im Mittelmeerraum dominierte die Östliche Sigillata und afrikanische Waren. Die Verlagerung der Sigillata-Hersteller zeigt, wie stark der Gewinn von den kurzen Transportwegen abhängig war. Hauptabnehmer dieser Waren waren besonders die Truppen am Rhein und am Limes. Gebrauchs- und Küchenkeramik wurde meist lokal hergestellt und verkauft. Außerdem wurden Produkte wie Öllampen millionenfach hergestellt und transportiert.

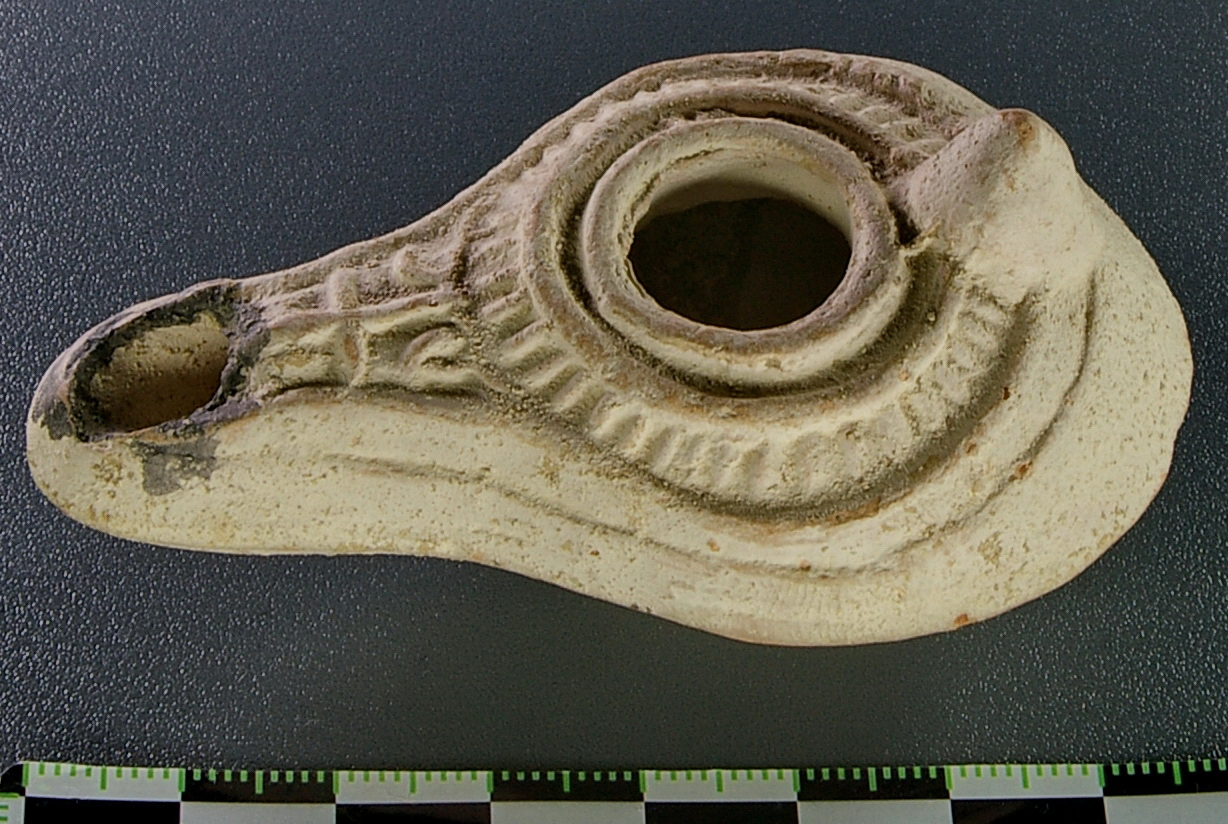
Einfaches Öllämpchen

Auch mehr oder weniger wertvolle Baumaterialien, wie Marmor oder Granit, wurden über weite Strecken gehandelt. Das ist insbesondere deshalb erwähnenswert, da es sich dabei um sehr schwer zu transportierende Güter handelte. In London ist ägyptisches Gestein verbaut worden und in Colchester wurde im 1. Jahrhundert n. Chr. Porphyr aus Westafrika verwendet.
Nach den bisherigen Quellen wurde auch die Produktion und Vertrieb von Textilien oder Kleidungsstücken in umfangreichen Mengen betrieben. Aus Augsburg stammt beispielsweise die Inschrift der negotiator(es) vestiariae et lintiariae (Händler mit Leinen und Kleidern) und oft wurde auch Purpur von purpurarii aus Kleinasien transportiert. Als besonders anschaulicher Beleg gilt die Igeler Säule; das Familiengrabmal der Secundinier in der Nähe von Trier zeigt auf seinen zahlreichen Reliefs Alltagsszenen einer römischen Tuchhändlerfamilie.

### Außenhandel
Waren wurden nicht nur innerhalb des Römischen Reiches, sondern auch nach außerhalb wie beispielsweise nach China und Indien oder auch Irland und Südrussland transportiert.

#### Handelsbedingungen
Die Außengrenze des Römischen Reiches bildete die erste Zollabgabe. Bekannt sind Zollabgaben aus dem Handel mit Ostafrika, Arabien und Indien.

Gemäß dem Buch Periplus Maris Erythraei betrugen die Einfuhrzölle in das Römische Reich ca. 25 % des eingeführten Warenwertes. Durch den hohen Importzoll versuchte das Römische Reich seine einheimischen Produkte zu schützen.

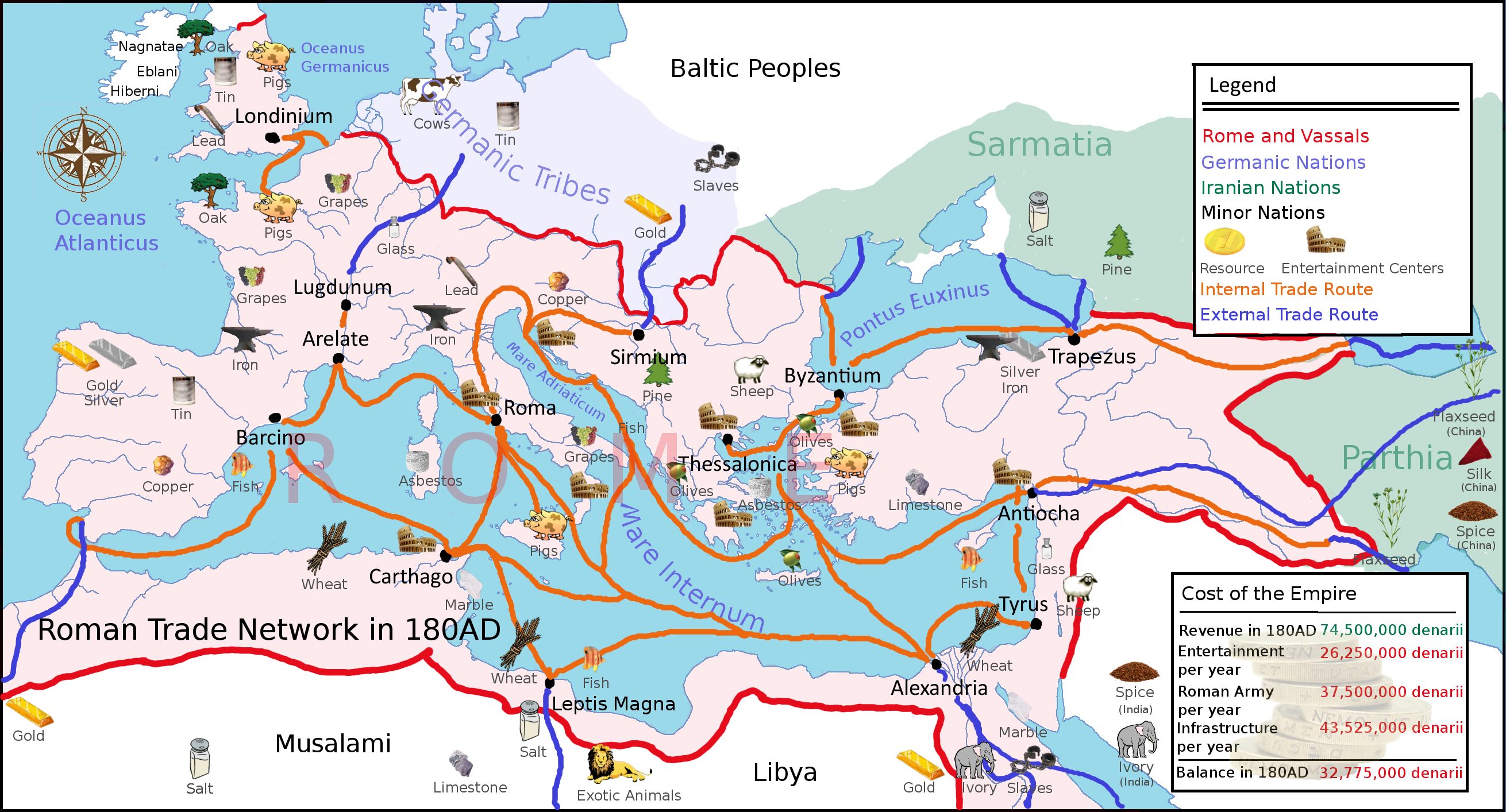
Handelsnetz im römischen Reich um 180 n. Chr.

#### Nordhandel
Unter Nordhandel versteht man den Güteraustausch entlang des Rheins, des Limes und der Donau nach Germanien und Skandinavien.
Aus diesen Gebieten wurden verschiedene Waren in das Römische Reich importiert: Außer Getreide und Nutzvieh, das nach Tacitus von unansehnlicher Größe war, wurden auch Sklaven eingeführt. Darauf weist unter anderem die in Köln gefundene Inschrift des mango (Sklavenhändlers) C. Aiacius hin. Germanische Sklaven wurden hauptsächlich als Leibwächter, Sänftenträger und Gladiatoren eingesetzt. Des Weiteren wurden besonders in der Spätantike Felle und Schinken importiert. Besonders wichtig war auch Bernstein, das als Luxusprodukt über Aquileia nach Italien gelangte und aus dem Gefäße, Schmuck und Amulette hergestellt wurden. Plinius berichtet von einer Expedition eines römischen Ritters an die Ostsee zu Zeiten Neros, um für die Ausrichtung von Spielen größere Mengen davon zu beschaffen. Eine Zeit lang wurden sogar Haarfärbemittel und blondes Haar importiert. Nach Germanien und Skandinavien wurden vor allem Terra sigillata, bei der der größte Teil aus Süd- und Mittelgallien stammte, Bronze- und Glasgefäße, Silbergeschirr, Waffen, Ringe und Textilien ausgeführt.

#### Osthandel
Besser dokumentiert und vom Handelsvolumen größer war der Handel mit Arabien, Indien (siehe Indienhandel) und China.
Die meisten aus diesen Gebieten importierten Waren können als luxuriös bezeichnet werden. Auch wenn einige Produkte, wie Weihrauch oder Gewürze, die zum Beispiel in horrea piperataria in Rom gelagert wurden, nahm diese allgemeine Verwendung ihnen nicht die Exklusivität.
Gehandelt wurde über Wasser und Landwege; nachdem aber ab dem 2. Jahrhundert v. Chr. die Monsunrouten erschlossen wurden, nahm der Seetransport stark an Bedeutung zu: Von Juli bis August segelte man das Rote Meer entlang bis zum Golf von Aden, ab da segelte man unter Ausnutzung der Nordostwinde an die Westküste Indiens. Im Februar des darauf folgenden Jahres fuhr man mit den Südwestwinden wieder zurück. Waren aus China wurden meist an westindischen Häfen aufgenommen, direkter Kontakt zu China war selten. Eine Ausnahme ist der Bericht aus chinesischen Quellen, dass zur Zeit Mark Aurels Römer zur Hauptstadt Luoyang vorgedrungen seien, sich über die Behinderung des Handels durch die Parther beklagt haben und Nashornhörner, Elfenbein und Schildpatt als Geschenk brachten. Allerdings wird es sich hierbei wohl eher um Händler und nicht um offizielle römische Gesandte gehandelt haben; in den westlichen Quellen werden keine direkten Kontakte mit China erwähnt.

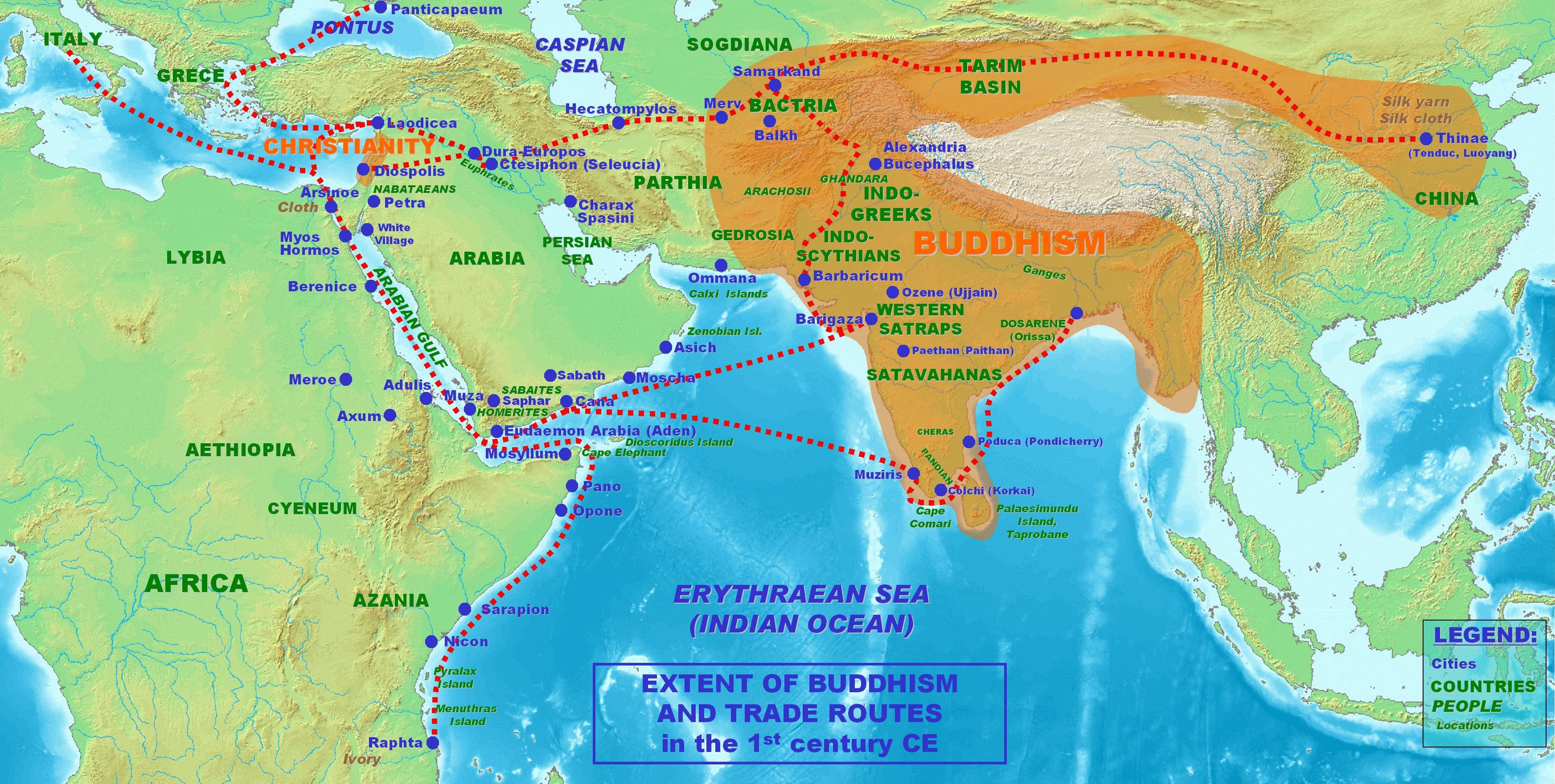
Der Buddhismus und die Handelswege im 1. Jahrhundert n. Chr.

Historischen römischen Berichten zufolge wurden Botschaften zwischen dem indischen König der Pandya-Dynastie und dem römischen Imperium ausgetauscht. Die Pandya-Dynastie profitierte ebenso wie ihre Nachbarn vom regelmäßigen Handel, der über die Südspitze Indiens bis ins Römische Reich lief. So kam zum Beispiel eine Pandya-Gesandtschaft um das Jahr 13. n. Chr. zu Kaiser Augustus nach Rom. Die frühen Pandya-Könige hielten sich römische Soldaten als Leibwache, die in der tamilischen Literatur als „stumme Fremde mit langen Mänteln und Waffen und grausamen Seelen“ beschrieben wurden. Man handelte mit Luxuswaren: Muscheln, Diamanten und Edelsteine, Goldartikel, Gewürze, Parfüme und besonders Perlen.

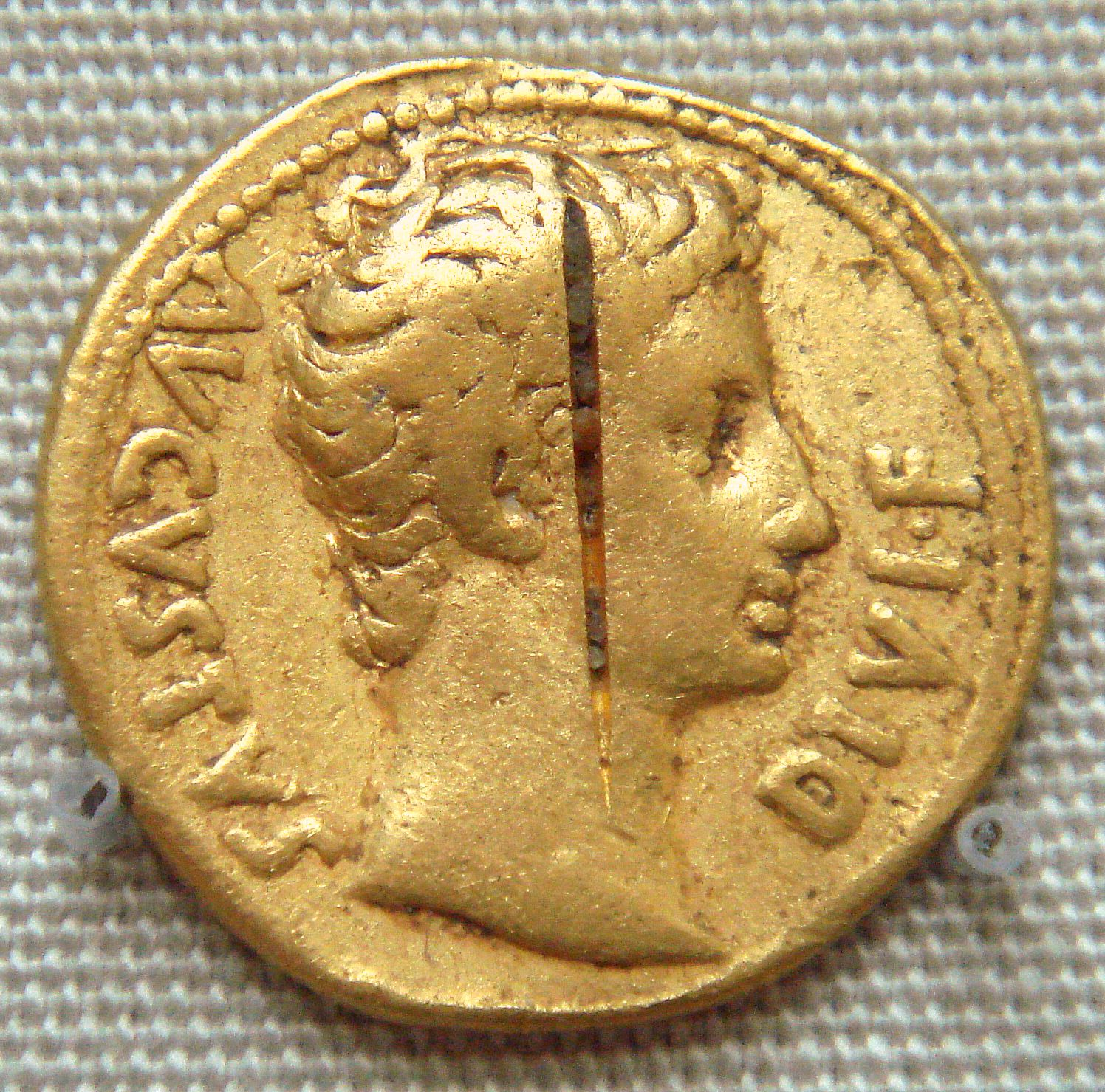
Münze des römischen Kaisers Augustus. Sie wurde in Pudukkottai gefunden.

Auch Kaiser Julian hielt im Jahre 361 n. Chr. Verbindung zur Pandya-Dynastie. So bestand ein römisches Handelszentrum an der Küste Pandyas, genauer an der Mündung des Flusses Vaigai, südöstlich von Madurai, Südindien.
Beim Landtransport spielte Palmyra eine zentrale Rolle: Von dort aus wurde mehrmals im Jahr Karawanen mit bis zu 100 Kamelen nach Seleukeia, Babylon, Vologesias und Spasinou Charax geführt. Bei erfolgreicher Rückkehr wurden oft die Verantwortlichen mit Inschriften und Statuen geehrt.

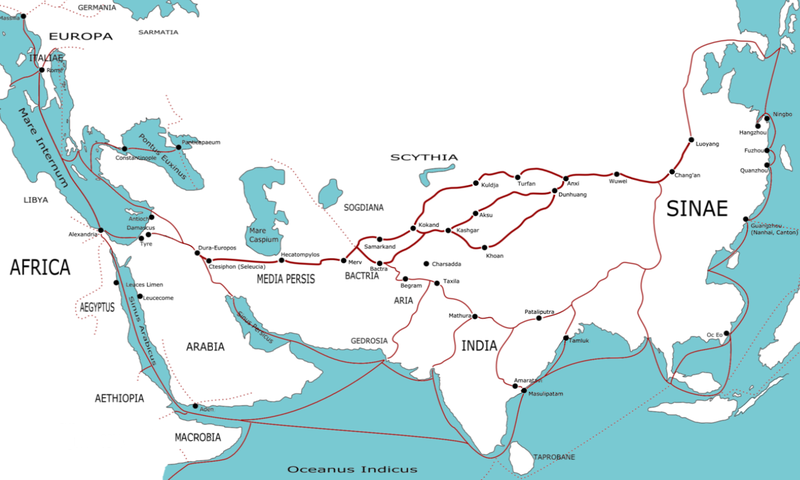
Östliche Handelswege um 100 n. Chr.

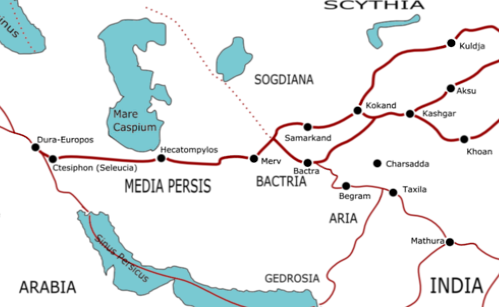
Ausschnitt der Handelswege am östlichen Rand der römischen Provinz Syrien um 100 n. Chr.

Importiert wurde Weihrauch, Gewürze, Seide, Elfenbein aus Indien und Textilien. Über die exportierten Waren gibt das Periplus Maris Erythraei Auskunft: Regelmäßig wurden landwirtschaftliche Produkte, wie Öl, Oliven, Wein und Getreide transportiert. Durch archäologische Befunde sind auch Keramik-, Metall- und Glasprodukte nachgewiesen. Über das Volumen des Osthandels gibt es nur vage Vorstellungen: Nach Plinius wurden jährlich 100 Millionen Sesterzen für Waren aus Indien und China aufgewendet.

### Landtransport
In fast allen Gebieten des Römischen Reiches gab es ein engmaschiges Straßennetz aus Staatsstraßen, Dorfstraßen, Wegen usw. Es gab damals nur drei Möglichkeiten Waren auf dem Land zu transportieren: Über kürzere Strecken kann ein Mann 50 kg tragen, die Belastbarkeit nimmt aber bei größeren Strecken schnell ab. Lasttiere sind dafür besser geeignet: Esel können auf langen Strecken etwa 90 kg, Kamele etwa 180 kg und Maultiere 110 kg tragen. Während Esel so beladen am Tag um die 45 Kilometer schaffen, kommt ein Maultier am Tag etwa ein Drittel weiter. Am langsamsten waren Ochsengespanne, die dafür aber viel mehr tragen konnten. Sie legten täglich 10 bis 16 Kilometer zurück.
Über die Ausmaße des Landtransportes ist leider fast gar nichts bekannt. Man kann aber davon ausgehen, dass Waren auf dem Landweg hauptsächlich im lokalen Rahmen und nur selten weitere Strecken transportiert wurden.

### Fluss- und Seetransport
Neben den zahlreichen Straßen waren die Flüsse die Hauptverkehrsadern in der Kaiserzeit. Manche Regionen waren durch ihre Flusssysteme begünstigt, wie Gallien/Germanien, deren Wasserstraßen ein fast vollkommenes Verkehrsnetz bildeten. Bedeutend für das gesamte Römische Reich war auch das Flusssystem der südspanischen Provinz Baetica (vor allem über den Guadalquivir), das die Versorgung der westlichen Reichshälfte mit Olivenöl erst ermöglichte. Mindestens ebenso wichtig war auch der Nil, über den Getreide aus Afrika nach Alexandria transportiert wurde.
Die Größe der Schiffe schwankte zwischen kleinen Einbäumen oder Flößen und großen Frachtkähnen. Ein Prahm aus dem Niederrheingebiet war 30 m lang und konnte bis zu 100 Tonnen transportieren. Der Großteil der Boote hatte aber geringere Kapazitäten, die meist bei 35 Tonnen lagen. Auch die Schiffe im Niltal besaßen eine große Vielfalt verschiedener Typen. Dort werden in der Regel nur die Ladekapazitäten angegeben, von diesen kann man aber auf die Größe schließen: Eine Kapazität von 200 Artaben (5 t) weist demnach auf eine Schiffslänge von etwa zehn Meter hin. Besonders bei kleineren Schiffen waren die Besitzer häufig Schiffer und Händler in einer Person, wie beispielsweise die Grabinschrift eines negotiator et caudicarius (Händlers und Flusstransporteurs) aus Worms belegt.
Über die Kosten ist recht wenig bekannt, der Flusstransport war aber deutlich profitabler als der Landtransport; noch günstiger war allerdings der Transport zur See. Aus Oxyrhynchos ist eine Abrechnung belegt, bei der 3400 Artaben Getreide für 730 Drachmen transportiert wurde. Die Strecke betrug 450 km und war somit in vier Tagen zu bewältigen.
Große Hochseeschiffe übertrafen diese Frachtkähne bei weitem: Der zum Transport des vatikanischen Obelisken benutzte Frachter hatte eine Ladekapazität von 1300 t. Solche Schiffe bildeten allerdings die Ausnahme, die normalen Kapazitäten lagen bei 100–450 t. Ab Mark Aurel kamen Schiffseigner von Schiffen mit über 340 Tonnen Ladekapazität in den Genuss der vacatio muneris publici.
Wahrscheinlich besaßen die meisten Händler kein eigenes Schiff, sondern mieteten einen Teil des Frachtraumes an. Bei Darlehen in diesem Gebiet waren aufgrund des hohen Risikos auch die Zinsen sehr hoch: Sie schwankten meist zwischen 30 und 33 %.

## Handwerk
Das Handwerk nahm schon in Zeiten der Republik an Umfang rasch zu, besonders die Produktion für militärische Zwecke, bei der es zugleich auf hohe Qualität ankam. Das Heer selbst benötigte zahlreiche Zimmerleute, Waffenschmiede und Techniker. Die Waffenproduktion konzentrierte sich in Rom und den Landstädten zwischen Rom und Capua. Zur Versorgung der wachsenden Bevölkerung entstanden neue selbständige Berufs- und Gewerbezweige. Seit dem Anfang des 2. Jahrhunderts begegnen Garküchen, Lohnköche und Bäcker; ferner erscheinen Barbiere, Weber, Färber, Schneider und, dem wachsenden Luxusbedürfnis der Oberschicht entsprechend, Silberschmiede, Bauhandwerker, Stuckateure, Innenausstatter etc. Das Handwerk lag vorwiegend in den Händen von armen Freien, Freigelassenen und Fremden, in geringem Umfang auch von spezialisierten Sklaven. Das Ansehen der Handwerker war gering.

### Wirtschaftsformen
Die meisten handwerklichen Produkte wurden in Kleinbetrieben (officina), in denen die Angehörigen der Familie und oft auch einige Lohnarbeiter und Sklaven arbeiteten, für den lokalen Rahmen produziert. Diese Betriebe oder Handwerker fertigten ihre Waren meist auf Bestellung an. Die von ihnen betriebenen Werkstätten (tabernae) befanden sich in den Städten meist im Erdgeschoss der Mietshausblöcke (insulae). Allein in Pompeji sind 650 Werkstätten nachgewiesen, die meisten zum Verkauf von Lebensmitteln, aber auch 25 Gerbereien und Walkereien, zwei Kleidungs- und ein Leinenhändler, zehn metallverarbeitende Werkstätten, drei Töpfereien, darunter auch eine kleine Lampenfabrik, und einige Schreiner, (Flick)schuster und Parfümhersteller. Die Gewerbetreibenden besaßen die Tabernen entweder selbst oder sie pachteten die Räumlichkeiten und das Arbeitsgerät bei anderen, meist Angehörigen der Oberschicht. Beispielsweise besaß Cicero einige Mietshäuser mit tabernae. Es wurden aber nicht nur kleine Werkstätten vermietet, sondern sogar ganze Betriebe. Aus der ägyptischen Stadt Oxyrhynchos ist ein Papyrus von 220 bis 250 n. Chr. erhalten, bei dem ein Viertel einer Töpferei für ein Jahr gepachtet wurde; der Pächter verpflichtete sich in dieser Zeit, 4115 verschiedene Behälter für Wein zu produzieren; ihm wurde das Material gestellt und er bekam 36 Drachmen für je 100 Gefäße.

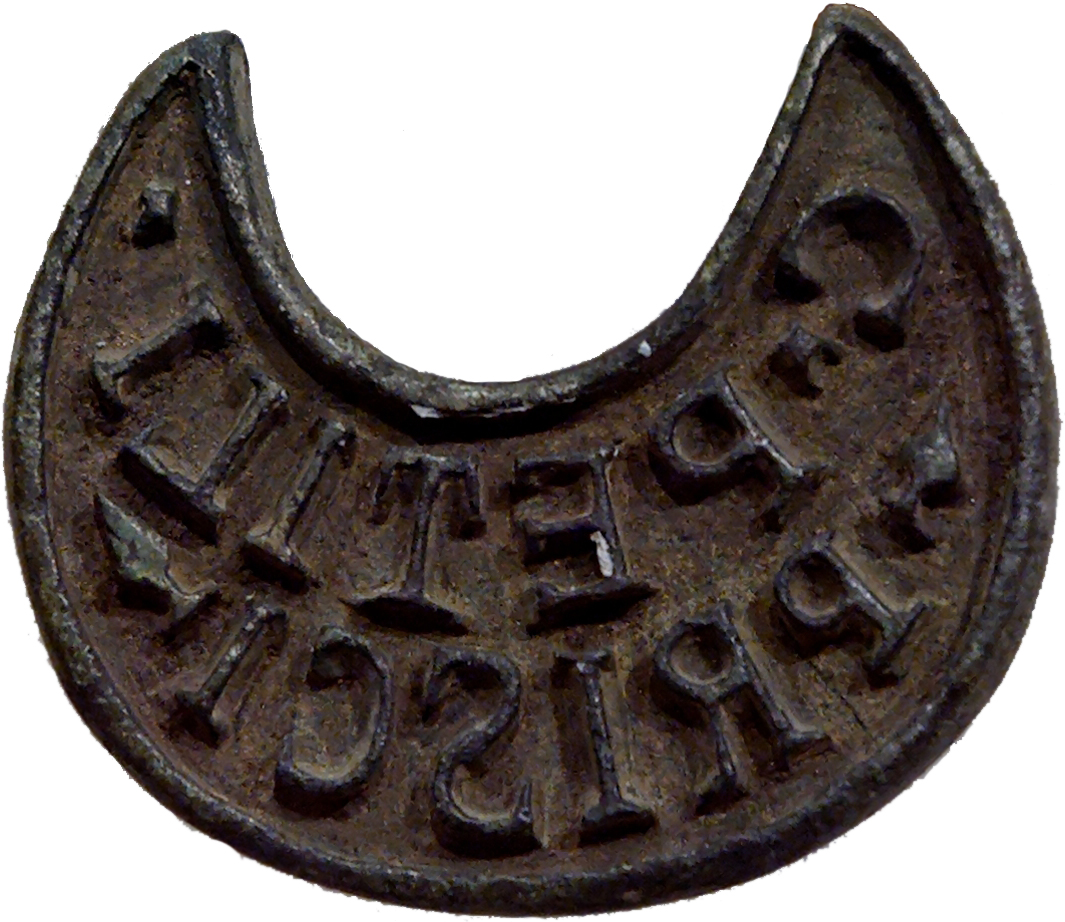
Mondförmiger Stempel für Ziegelsteine und Dachziegel

Fast alle Produkte, die in größerer Anzahl produziert wurden, also Terra Sigillata, andere Keramik, Ziegel, auch Wasserrohre, wurden mit dem Stempel der Erzeuger oder Betriebe markiert. Terra Sigillata wurde hauptsächlich in Arezzo, Lezoux und La Graufesenque produziert und von da ins gesamte Römische Reich transportiert. Besonders viel ist von La Graufesenque bekannt, da bei dortigen Ausgrabungen Ritzinschriften auf Keramik, insgesamt 43 „Bestell- und Lieferscheine“ aus der Mitte des 1. Jahrhunderts n. Chr., gefunden wurden, die insgesamt eine Million, in Kleinbetrieben hergestellte Vasen erwähnen. In La Graufesenque verpachteten die Eigentümer ihre Betriebe (ähnlich wie in der Landwirtschaft) und die Pächter bewirtschafteten sie mit eigenem Personal oder verpachteten sie weiter an einzelne Töpfer. Die großen aufgefundenen Öfen wurden gemeinsam beschickt. Interessant ist auch das Beispiel des Silberschmiedes Demetrios aus Ephesos im Neuen Testament: Er hatte sich auf die Herstellung von Devotionalien für den nahegelegenen Artemis-Tempel spezialisiert, wofür er Arbeiter beschäftigte, die selber wiederum über gemietete Arbeitskräfte verfügten.
Obwohl es einige Großbetriebe gab, waren die Hauptproduktionsorte immer noch die zahlreichen kleinen Werkstätten. Auch die Waffen für die Legionen mussten lange bei vielen einzelnen Herstellern gekauft werden, erst unter Diokletian entstanden staatliche Waffenfabriken (fabricae) größeren Ausmaßes. Die Versorgung der Truppen war für viele Bereiche der Wirtschaft, wie Handel und Landwirtschaft, ein wichtiger Faktor. Oft verfügten sie auch über eigene Werkstätten in den Lagern.

### Spezialisierung
Die meisten Berufe waren sehr spezialisiert. So sind etwa 500 lateinische Ausdrücke für Berufe bekannt und in Grabinschriften aus Rom werden über 200 verschiedene Gewerbe überliefert. Häufig ist aber unklar, ob es sich dabei um Berufe oder nur um Tätigkeitsbezeichnungen handelte. Dies zeigt auch ein aus Pompeji stammender Graffito:
„Nachdem du achtmal gescheitert bist, bleibt es dir übrig sechzehnmal zu scheitern. Du hast auf Wirt gemacht, du hast auf Geschirrverkäufer gemacht, du hast Wurstwaren verkauft, du hast auf Bäcker gemacht. Du bist Bauer gewesen. Du hast Kleinbronzen verhökert und bist Trödler gewesen. Jetzt stellst du kleine Flaschen her.“

### Ausbildung
An dem pompejianischen Graffito sieht man auch, dass für die meisten Berufe keine Ausbildung vonnöten war. Es sind aber auch Lehr- und Ausbildungsverhältnisse für zahlreiche Berufe belegt.
Papyri aus dem römischen Ägypten nennen vor allem den Beruf des Webers, den Nagelschmied, Flötenspieler, Bauhandwerker, Leinenweber, Korbmacher, Kupferschmiede, Leichenbestatter und den Frisör. Lateinische Inschriften nennen folgende Lehrlingsberufe: Spiegelmacher, Steinmetz, Walker, Dachdecker, Goldschmiede, Bäcker, Mosaikarbeiter und Ziergärtner. Weitere papyrologische Überlieferungen legen nahe, dass oft der Erfolg der Ausbildung am Ende von dem jeweiligen Berufsverein (collegia) überprüft wurde. Ein Text aus dem 2. Jahrhundert erwähnte eine Geldsumme, die der Vorsteher des Vereins der Weber (wahrscheinlich dem Staat) gezahlt hatte. Nicht nur Männer betrieben ein Handwerk oder wurden darin unterwiesen: Aus Ostia und Pompeji stammen Inschriften von Flickschneiderinnen, Goldwirkerinnen, Schuhmacherinnen und Bleirohrherstellerinnen. Auch kann man davon ausgehen, dass die Frauen in der Werkstatt ihres Mannes halfen, ohne dass es dafür Quellen gibt.
Vom Staat wurde für viele Berufe eine fixe Summe (χειρονἀξιον) verlangt, die zum Ausüben des Gewerbes berechtigte.

## Dienstleistungen

### Banken

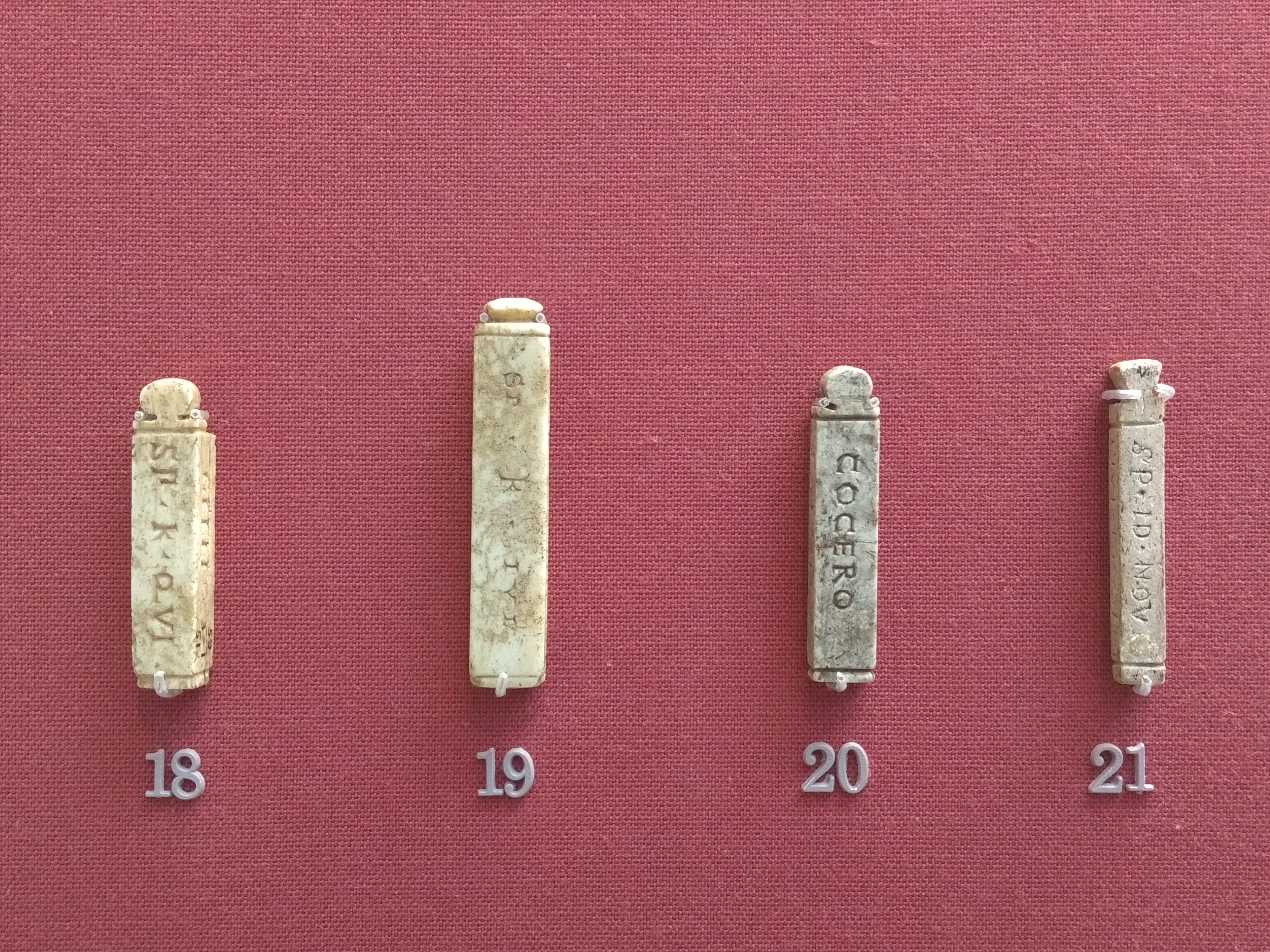
Elfenbeinerne Bankiersmarken, die zum Versiegeln abgezählter und auf Münzreinheit geprüfter Geldbeträge genutzt wurden; die Beschriftungen nennen den Namen des Bankiers und das Datum der Prüfung

Ursprünglich waren Banken (tabernae argentariae) nur Wechselstuben. Im Römischen Reich erweiterte sich aber das Aufgabengebiet eines Bankiers (argentarius) schon um das 4. Jahrhundert v. Chr. Hinzu kam nun auch das Depositgeschäft, das heißt das zinslose Aufbewahren von Geld zur Sicherheit und zur Auszahlung an Dritte. Ab dem 2. Jahrhundert v. Chr. kam allmählich das Kreditgeschäft auf, bei dem nicht nur Darlehen gegen Zins gewährt, sondern auch bei Auktionen die Kaufsumme vorgestreckt wurde. Hierfür wurde als Gebühr meist 1 % des Preises erhoben. Bei Krediten betrug der staatlich festgesetzte Höchstzinssatz 12,5 %. Bei den Darlehen handelte es sich meist um Konsumkredite und eher seltener um Geschäftskredite. Neben den Bankiers gab es auch hauptberufliche Geldverleiher (faeneratores), die als Sklaven oder Freigelassene wohlhabender Privatleute Kredite gewährten. Außerdem betätigten sich auch die Senatoren und Ritter als Geldgeber von größeren Summen; die Ritter liehen sogar teilweise Geld und verliehen es zu einem höheren Zinssatz weiter.
Die Banken lagerten nicht nur das Geld; gegen einen „Scheck“ händigten sie auch Geld von einem Konto aus:

„X (wünscht) dem Ep[agathos, dem Bankier] Freude. Zahle an Phibis und Y, den Sohn des Dioskoros, und Z, die 3 Eseltreiber, die die Spreu für die Heizräume der Bäder am Gymnasium transportieren und das übrige gemäß ihrem Lohnvertrag tun, wie sie auch zu anderen Zeiten schon (durch Scheck) angewiesen wurden, für den Lohn des Monats Hathyr, auch für so und so viele Esel, die ihnen gehören, Drachmen vierundsechzig, das macht (in Ziffern) Dr. 64, und nimm von ihnen auch Quittung entgegen. Im Jahre 3 des Imperator Cäsar Traianus Hadrianus Augustus am 10. Hathyr.“

Möglich war sogar der Zahlungsverkehr zwischen zwei Banken. Ob das Geld aber real transportiert wurde, weiß man nicht. Neben den Privatbanken gab es auch öffentliche Banken und Tempelbanken. Berühmte Heiligtümer wie der Tempel der Artemis in Ephesos waren auch oft Banken.

### Unterhaltung
Die Hauptveranstaltungsorte für die öffentlichen Spiele waren ab der Republik Arenen und Circusse, bei denen hauptsächlich Gladiatoren und Wagenlenker, aber auch Schauspieler und Musiker auftraten. Allein in Rom gab es jedes Jahr mehrere große Spiele wie die ludi Apollinares, für die jährlich 380.000 Sesterzen ausgeben wurden, oder die ludi Romani mit einem Budget von 760.000 Sesterzen. Hohe Kosten verschlang auch der Theaterbetrieb in vielen Städten. Oft wurden Spiele aber auch von Politikern finanziert, um sich damit die Gunst der Wähler zu sichern.
Im Unterhaltungsbereich spielt auch der Bedarf an Tänzern, Sängern und Musikern für private Veranstaltungen wie Leichenzüge, Festmähler und Trinkgelagen eine Rolle. Besonders beliebt waren in Rom die Tänzerinnen (saltatrices) aus Gades, die unter Flötenspiel ihre üppigen Hüften lüstern kreisen ließen.

### Prostitution

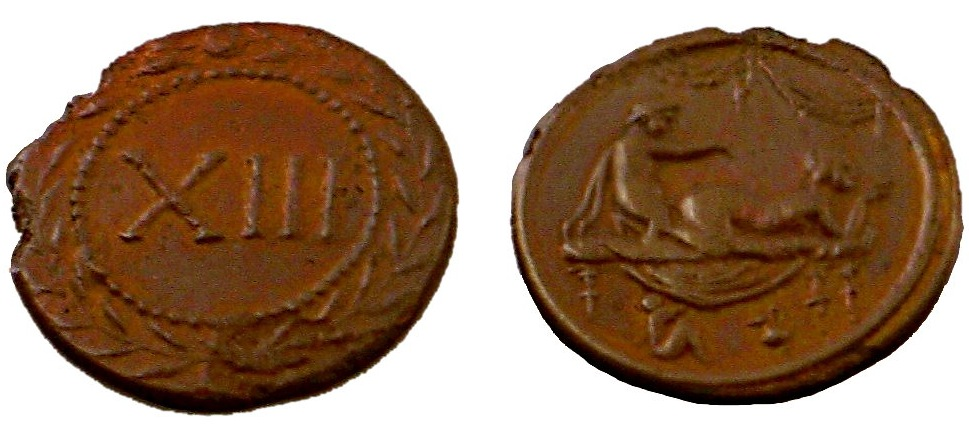
Spintriae, Gutscheine für einen Bordellbesuch

Für viele Frauen, teilweise auch Männer, war die Prostitution der einzige Weg, aus der Armut zu entrinnen. Oft wurden aber auch Sklavinnen unter Zwang prostituiert. Aus verschiedenen Regionen des Reiches sind Preise für den Verkehr mit Prostituierten bekannt, bei denen auch sicherlich Zuhälter oder Bordellwirte mit verdienten. Aus Aesernia stammt eine Rechnung, bei der die Wirtin für das „Mädchen“ 8 As verlangt. Bei den zahlreichen Graffiti in Pompeji schwanken die Preise zwischen 2 und 23 As. Auch der Staat und die Gemeinden verdienten daran, Caligula führte beispielsweise eine Steuer auf die Prostitution ein.

### Bildungswesen

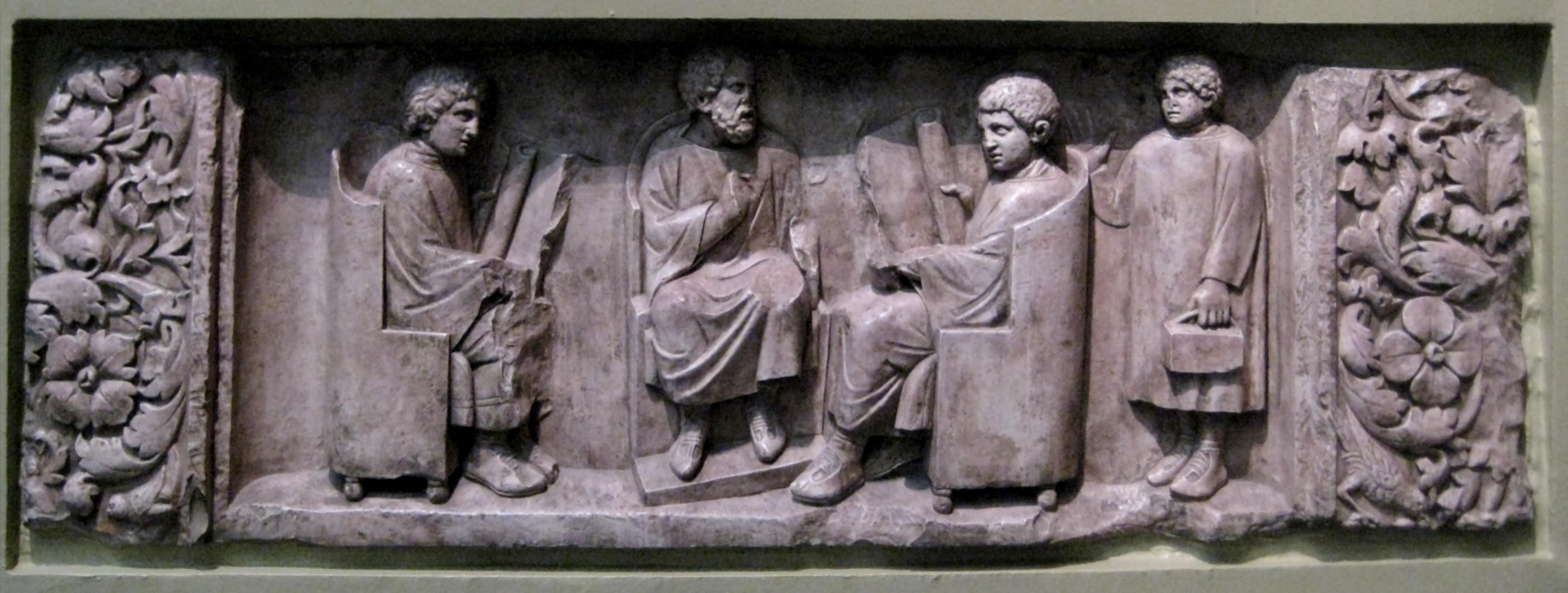
Relief aus Neumagen, ein Lehrer und drei Schüler

Unterricht war im Römischen Reich keine staatliche Aufgabe. Wohlhabende Eltern schickten ihre Kinder zu einem Privatlehrer oder in die privaten Schulen, die in der Regel in gemieteten Tabernen, Höfen und Portiken abgehalten wurden. Dort wurde vor allem Lesen, Schreiben und Rechnen gelehrt. Die Lehrer hatten meist einen schlechten Ruf und wurden dementsprechend schlecht bezahlt. Neben diesen Elementarschulen gab es auch gut verdienende Grammatiker wie der, zu dem Augustus seine Enkel schickte; er wurde mit 100.000 Sesterzen entlohnt. Des Weiteren gab es auch Rhetorik-, Rechts- und Philosophielehrer.

### Ärzte
Die Oberschicht hielt sich häufig ausgebildete Sklaven. Teilweise wurde ihnen auch eine „Praxis“ eingerichtet, wo sie Freunde und Klienten des Herren behandelten. Die meisten Ärzte lassen sich der Oberschicht zuordnen. Kaiserliche Leibärzte verdienten sogar 500.000 Sesterzen. Selbst Privatpraxen liefen außerordentlich gut; ein Q. Stertinius verdiente mit einer solchen 500.000 Sesterzen pro Jahr. Es gab aber auch erfolglose Ärzte wie Diaulos, der sich schließlich als Leichenbestatter verdingen musste.

## Bruttoinlandsprodukt
| Einheit                  | Einheit                     | Goldsmith 1984        | Hopkins 1995/6       | Temin 2006            | Maddison 2007        | Bang 2008             | Scheidel/Friesen 2009 | Lo Cascio/Malanima 2009 |
| ------------------------ | --------------------------- | --------------------- | -------------------- | --------------------- | -------------------- | --------------------- | --------------------- | ----------------------- |
| BIP pro Kopf             | Sesterzen                   | HS 380                | HS 225               | HS 166                | HS 380               | HS 229                | HS 260                | HS 380                  |
| BIP pro Kopf             | Weizen-Äquivalent           | 843 kg                | 491 kg               | 614 kg                | 843 kg               | 500 kg                | 680 kg                | 855 kg                  |
| BIP pro Kopf             | Internationale Dollars 1990 | –                     | –                    | –                     | $570                 | –                     | $620                  | $940                    |
| Bevölkerungsgröße (Jahr) | Bevölkerungsgröße (Jahr)    | 55 Mio. (14 n. Chr.)  | 60 Mio. (14 n. Chr.) | 55 Mio. (100 n. Chr.) | 44 Mio. (14 n. Chr.) | 60 Mio. (150 n. Chr.) | 70 Mio. (150 n. Chr.) | – (14 n. Chr.)          |
| BIP                      | Sesterzen                   | HS 20,9 Mrd.          | HS 13,5 Mrd.         | HS 9,2 Mrd.           | HS 16,7 Mrd.         | HS 13,7 Mrd.          | ~HS 20 Mrd.           | –                       |
| BIP                      | Weizen-Äquivalent           | 46,4 Millionen Tonnen | 29,5 Mt              | 33,8 Mt               | 37,1 Mt              | 30 Mt                 | 50 Mt                 | –                       |
| BIP                      | Internationale Dollars 1990 | –                     | –                    | –                     | $25,1 Mrd.           | –                     | $43,4 Mrd.            | –                       |

1) Dezimalbrüche auf erste Stelle hinter Komma gerundet. Kursive Zahlen nicht direkt von Autoren angegeben; sie lassen sich durch Multiplikation des jeweiligen BIP pro Kopf mit der geschätzten Bevölkerungsgröße errechnen.
Aufgrund der Steuerleistungen aus den Provinzen und der Konzentration der einkommensstarken Reichselite im Kernland wird Italien als die wohlhabendste Region eingestuft; Schätzungen zufolge lag das italische BIP pro Kopf 40 % bis 66 % höher als in den restlichen Reichsteilen.

## Veränderungen in der Spätantike
Das Wirtschaftsgeschehen im 3. Jahrhundert war von einer Inflation gezeichnet. Seit Ende des 3. Jahrhunderts verschob sich das wirtschaftliche Gewicht allmählich von den Städten hin zum großen Grundbesitz, der das Kleinbauerntum verdrängte und in halbfreie Kolonen verwandelte. Die Anbaumethoden veränderten sich allerdings kaum, während die Nachfrage der Städte stieg. Die Einführung von Höchstpreisen für landwirtschaftliche Produkte führte dazu, dass die Bauern die Städte nicht mehr ausreichend versorgten und der Staat versuchte, die erbliche Bindung der Kolonen an den Boden durchzusetzen.
In der ausgehenden Spätantike vollzog sich in mehreren Regionen im Westen, weniger ausgeprägt in den reichen Handelsstandorten in Syrien und anderen östlichen Provinzen, ein teilweiser Niedergang der städtischen Wirtschaft. Allerdings wird in der neueren Forschung betont, dass die Wirtschaftskraft des Imperiums weiterhin beachtlich war und sich die Lage im Westen regional unterschiedlich ab dem 5. Jahrhundert verschlechterte, während die Wirtschaft im Ostreich erst im späten 6./7. Jahrhundert einen Einbruch erlitt (woran Kriege und Pestwellen ihren Anteil hatten). Die spätantike Wirtschaft war recht stark vernetzt, wobei die Fernhandelswege bis nach Indien (Indienhandel) und Zentralasien reichten.
Die für die Versorgung der Armee wichtigen Zunftorganisationen collegia wurden staatlich kontrolliert und lieferten Dienstleistungen für das Militär. Die übrigen Zweige des Handwerks und Gewerbes wurden mit den zunehmend autarken großen Gütern im Westen des Reichs verkoppelt, wo naturalwirtschaftliche Formen vordrangen. Im Osten dominierte weiterhin die Geldwirtschaft. Die politisch teilweise entmachtete Aristokratie lebte nunmehr immer häufiger auf dem Lande und akkumulierte nicht nur Boden, der allerdings immer weniger Überschüsse abwarf, sondern zunehmend auch Kapital.